# 全国农民党

全国农民党标志

全国农民党旗帜

全国农民党（匈牙利語：Nemzeti Parasztpárt，缩写为NPP）是匈牙利历史上的一个农业主义政党。1939年6月29日，该党成立，由作家韦雷什·佩泰尔领导。1949年，该党停止活动，但名义上仍然存在。1956年匈牙利事件期间，该党短暂复活（1956年10月31日—11月4日）。1989年6月11日—1998年6月15日，该党再次出现。该党曾参加匈牙利阵线、匈牙利民族独立阵线、左翼集团和匈牙利独立人民阵线。